# The Remote Part
Albums de Idlewild
100 Broken Windows
(2002) Warnings/Promises
(2005)
The Remote Part est le nom du quatrième album studio du groupe de rock indépendant écossais Idlewild, sorti en 2002.
Cet album continue à explorer des thèmes récurrents dans l'écriture du groupe. Il est orienté pour un public plus large que les précédents, c'est pourquoi il est à ce jour le plus vendu de leur albums, ayant atteint dès sa sortie la troisième place des ventes en Angleterre. 

## Divers
Sur la dernière piste de l'album, "In Remote Part/Scottish Fiction", le poète écossais Edwin Morgan récite un poème nommé Scottish Fiction écrit spécialement pour l'album.
La chanson "You Held the World in Your Arms" a été utilisée dans le jeu vidéo FIFA 2003 et la chanson A Modern Way of Letting Go dans le jeu vidéo Midnight Club 3: DUB Edition.

## Liste des morceaux
1. "You Held the World in Your Arms" (Idlewild) – 3:21
2. "A Modern Way of Letting Go" (Idlewild) – 2:23
3. "American English" (Idlewild) – 4:34
4. "I Never Wanted" (Idlewild/Mills/Stewart) – 3:55
5. "(I Am) What I Am Not" (Idlewild) – 2:43
6. "Live in a Hiding Place" (Idlewild) – 3:16
7. "Out of Routine" (Idlewild) – 3:09
8. "Century After Century" (Idlewild) – 4:01
9. "Tell Me Ten Words" (Idlewild) – 3:46
10. "Stay the Same" (Idlewild) – 3:11
11. "In Remote Part/Scottish Fiction" (Idlewild/Morgan) – 3:55

## Singles
- You Held the World in Your Arms
- American English
- Live in a Hiding Place
- A Modern Way of Letting Go

## Personnel
- Traffic	 - Direction artistique, design
- Dave Eringa	 - Production, Mixage
- Sally Herbert	 - Arrangement des cordes
- Lenny Kaye	 - Direction, Inspiration
- Stephen Street	 - Producteur
- Cenzo Townshend - Ingénieur son
- Howie Weinberg	 - Superviseur
- Danny Clinch	 - Photographie
- Guy Massey	 - Producteur, Ingénieur son
- Rod Jones	 - Guitare, membre du groupe
- Edwin Morgan	 - Voix
- Roddy Woomble	 - Voix, Pochette album, Conception artistique, membre du groupe
- Colin Newton	 - Percussions, membre du groupe
- Dan Grech-Marguerat - Assistant au mixage
- Bob Fairfoull	 - Basse, membre du groupe